# Нечаевский (Адыгея)
Неча́евский (адыг. Нечаевскэр) — хутор в Гиагинском районе Республики Адыгея России. Входит в Дондуковское сельское поселение.

## Географическое положение
Хутор расположен в восточной части Гиагинского района, по обоим берегам реки Чехрак. Находится в 2 км к востоку от центра сельского поселения станицы Дондуковской, в 26 км к юго-востоку от районного центра станицы Гиагинской и в 45 км к северо-востоку от города Майкопа.
Площадь хутора составляет 0,12 км2, на которые приходятся 0,09 % от общей площади сельского поселения.
Населённый пункт расположен на Закубанской наклонной равнине, в переходной от равнинной в предгорную зоне республики. Средние высоты на территории хутора составляют около 135 метров над уровнем моря. Рельеф местности представляет собой в основном предгорные волнистые равнины, с различными холмисто-бугристыми и курганными возвышенностями и с общим уклоном с юго-запада на северо-восток. Долины рек изрезаны балками и понижениями.
Гидрографическая сеть в основном представлена рекой Чехрак и её протоками.
Климат мягкий умеренный, с жарким летом и прохладной зимой. Среднегодовая температура воздуха положительная и составляет +11,5°С. Среднемесячная температура воздуха в июле достигает +23,0°С. Среднемесячная температура января составляет 0°С. Среднегодовое количество осадков составляет 720 мм. Основная часть осадков выпадает в период с мая по июль.

## Население
| 2002 | 2010 | 2013 | 2014 | 2015 | 2016 | 2017 |
| ---- | ---- | ---- | ---- | ---- | ---- | ---- |
| 26   | ↗27  | ↘23  | ↗24  | →24  | ↗25  | →25  |
| 2018 | 2019 | 2020 | 2021 | 2023 | 2024 |      |
| →25  | →25  | →25  | ↘0   | →0   | →0   |      |

Плотность 0 чел./км2.
Национальный состав
По данным Всероссийской переписи населения 2010 года:
| Народ   | Численность, чел. | Доля от всего населения, % |
| ------- | ----------------- | -------------------------- |
| русские | 25                | 92,6 %                     |
| другие  | 2                 | 7,4 %                      |
| всего   | 27                | 100 %                      |

Мужчины — 14 чел. (51,9 %). Женщины — 13 чел. (48,1 %).

## Инфраструктура
На хуторе отсутствует инфраструктура. Ближайшие объекты социальной инфраструктуры расположены в центре сельского поселения станице Дондуковской.

## Улицы
На хуторе всего две улицы: Заречная и Подгорная.